# 川上ダム (三重県)
川上ダム（かわかみダム）は、三重県伊賀市川上地先、淀川水系木津川の左支川である「前深瀬川」に建設されたダムである。木津川上流ダム群の1つ。ダム湖の名前は「あおやま川上湖」。2023年3月26日完成。

## 木津川流域最後のダム計画
淀川水系の水資源総合開発計画である「淀川水系水資源開発基本計画」に基づき、木津川・名張川流域には「木津川上流総合開発事業」として1969年（昭和44年）完成の高山ダム以降、青蓮寺ダム・室生ダム・布目ダム・比奈知ダムが相次いで建設された。しかし尚も増え続ける関西圏の水需要に対処するため、1981年（昭和56年）より独立行政法人水資源機構（計画当時は水資源開発公団）が計画しているダムが川上ダムである。
予備調査は、1967年から開始され、1982年8月10日に水資源公団川上ダム調査所が発足し、1992年10月1日、水資源公団川上ダム建設所に改組した。
ダムの型式は重力式コンクリートダムで、高さは91.0mと名張川流域のダムでは最も堤高が高い。目的は洪水調節・不特定利水・上水道・工業用水で、多目的ダムである。完成すれば木津川流域に建設するダム群の中では最後のダムとなる。2004年（平成16年）完成予定であったが大幅に遅れた。計画長期化の主因は反対運動による補償交渉の長期化によるものだが、水源地域対策特別措置法の適用を受けて水没地域対策を進めた結果交渉は妥結され、現在は代替地造成や三重県道29号松阪青山線・三重県道39号青山美杉線の付け替え道路の工事が進められている。このうち三重県道29号の付け替え工事は2008年に完了した。

## 揺れる事業計画から完成へ
ところが、近年の公共事業見直しの風潮の中、淀川水系でも事業の再検討が迫られた。国土交通省近畿地方整備局は諮問機関である淀川水系流域委員会に、川上ダムを始め丹生ダム・大戸川ダム・余野川ダム及び天ヶ瀬ダム再開発の5事業について事業の可否を諮らせた。その結果、2005年（平成17年）に委員会は事業全ての中止を答申。これを受けた国土交通省は川上ダムを建設中止ではなく、多目的ダムから利水を一部残した治水ダムとして規模を縮小する方針を固めた。
これについてダムに反対する市民団体や、事業からの撤退を表明した奈良県は歓迎の意思を示した一方で、三重県や伊賀市等地元自治体は答申に反発して早期着工を求め、地元住民も賛否分かれる結果となった。国土交通省は地元の意向を無視することもできず、2006年度財務省予算概算要求で15億円の建設費を計上。
結局平成26年(2014年)8月25日、事業継続の対応方針が決定し、2015年(平成27年)3月31日にダム計画の変更が認可される。
2017年(平成29年)11月9日に三重県道39号青山美杉線の付け替え工事が完了。
2018年9月2日起工式、2021年3月、ダムの打設完了。12月より試験湛水が開始した。2022年12月6日ダム湖の名前が「あおやま川上湖」に決定。2023年3月26日、建設事業完了式典開催。
- 建設中の川上ダム（2020年10月）
- 川上ダム管理事務所
- ダムと「あおやま川上湖」はスロープカーで結ばれる

## 関連施設
- 周辺地域の振興のために青山ハーモニー・フォレストというキャンプ場を中心とする観光施設を整備している。